# Szafranki (powiat moniecki)
Szafranki – wieś w Polsce położona w województwie podlaskim, w powiecie monieckim, w gminie Goniądz.
W latach 1923–1971 Szafanki znajdowały się w granicach Goniądza.
W latach 1975–1998 miejscowość należała administracyjnie do województwa łomżyńskiego.
Według spisu ludności z 30 września 1921 Szafranki zamieszkiwało ogółem 339 osób, z czego mężczyzn - 159, kobiet - 180. Budynków mieszkalnych było 58.
Wierni kościoła rzymskokatolickiego należą do parafii św. Agnieszki w Goniądzu.